# La Higuera (Ávila)
La Higuera  (también conocida como La Higuerilla) es una pedanía española perteneciente a Mombeltrán, en la provincia de Ávila (Castilla y León). En el año 2011 tenía una población de 103 habitantes.

## Demografía
| Gráfica de evolución demográfica de La Higuera entre 2000 y 2019              |
|                                                                               |
| Población (2000-2019) según el nomenclátor de unidades poblacionales del INE. |

## Historia
Es un complejo de casas mayormente de vacaciones, aunque también hay gente que habita allí.